# Just Ivetac
Just Ivetac  (Karojba, 8. travnja 1924. – Rovinj, 27. listopada 2013.), bio je hrvatski novinar i publicist.

## Životopis
Just Ivetac rodio se u Karojbi 1924. godine. Završio je klasičnu gimnaziju u Kopru a novinarsku školu u Zagrebu. Tijekom  Drugoga svjetskog rata u partizanima provodi petnaest mjeseci i to opisuje u svojoj knjizi Nepodobni partizan izdatoj 2001. godine. Poslije Drugoga svjetskog rata i završetka novinarske škole od 1946. godine radio je kao novinar u Glasu Istre, Riječkom listu te kao dopisnik u zagrebačkoj i beogradskoj Borbi. Godine 1950. Just Ivetac bio je glavni urednik Glasa Istre.
Od 1970. godine, četrnaest godina piše stalnu kolumnu u Glasu Istre, "Tjedni raport iz Trsta". Za tu kolumnu 1975. godine dobio je nagradu Društva hrvatskih novinara Zlatno pero. Glavni je urednik zbornika Karojba i okolica: zbornik 1 iz 1983. godine u izdanju Mjesne zajednice Karojba.

## Književno stvaralaštvo
Nakon umirovljenja, 1984. godine, bavio se publicistikom te bilježio zanimljivosti iz istarske povijesti, arheologije, zemljopisa i dijalektalnih govora. U knjizi Zanimljiva Istra izdatoj 1998. godine autor je sakupio više od 170 napisa povijesnih i zemljopisnih osobitosti i zanimljivosti iz raznih krajeva hrvatskog dijela Istre. Sakuplja istarske toponime, običaje i etnografsko blago rodne Karojbe i okolice. U knjizi iz 2002. godine Korijeni istarskih gradova, Ivetac donosi 82 natuknice povijesnih opisa istarskih gradova. Isto tako zapisivao je istarske poslovice a 2008. godine objavio je putopis Druga obala na kojem je radio dvije godine putujući i opisujući područje na sjevernom, središnjem i jugoistočnom priobalju talijanske obale Jadrana te gradove u pozadini obale kao što su Adria, Urbino, Recanati i Osimo.

## Nepotpun popis djela
- Istarski toponimi, Istarska naklada, Pula, 1982.
- Istarski uskličnici, vlastita naklada, Pula, 1996.
- Zanimljiva Istra, Josip Turčinović d.o.o., Pazin, 1998.
- Žuti kruh, Josip Turčinović d.o.o., Pazin, 1999.
- Manje poznata Istra, Josip Turčinović d.o.o., Pazin, 2000.
- Buran novinarski život, Josip Turčinović d.o.o., Pazin, 2001.
- Nepodobni partizan, Josip Turčinović d.o.o., Pazin, 2001.
- Korijeni istarskih gradova, Josip Turčinović d.o.o., Pazin, 2002.
- Furlanski i karnjelski zrmani, Josip Turčinović d.o.o., Pazin, 2003.
- Druga obala: putopis od Monfalconea do Otranta, Amforapress, Pula, 2008.
- Karojba: od Sopajca do Šublente, Udruga Valigaštar Karojba-Općina Karojba, Karojba, 2011. (suautor Ante Bartolić)[10]

## Nagrade
- 1975.: Nagrada Društva hrvatskih novinara "Zlatno pero"
- 1991.: Nagrada "Otokar Keršovani" za životno djelo u novinarstvu

## Vanjske poveznice
- Just Ivetac: Istarska jezična maneštra  Arhivirana inačica izvorne stranice od 12. srpnja 2010. (Wayback Machine)
- Just Ivetac: Od "istrijanizacije" do "toskanizacije"
- Just Ivetac: Goniči i Šavrinke
- Just Ivetac: Naša neopisana obala